# Hallianthus
Hallianthus é um género botânico pertencente à família Aizoaceae.

## Espécies
- Hallianthus planus